# 維吉尼亞 (自由邦省)
維吉尼亞位於南非自由邦省萊于萊皮曲瓦地區，是因金礦興起的城鎮，在該省首府布隆方丹東北約140（87英里），地處布隆方丹至約翰內斯堡的鐵路幹線上。

## 命名及發展歷史
1890年，從美国弗吉尼亚州來的2位鐵路測量師將他們的出生地刻在了梅里斯普雷特（Merriespruit）農場附近的一塊石頭上。當鐵路測線在此最終建成時，「維吉尼亞」這一名稱得到了採納。1949年發現黃金後，到沙河定居者迅速增加，「維吉尼亞」的名字從此固定下來。
2000年12月5日，維吉尼亞、韋爾科姆市，以及阿蘭里奇、亨嫩曼、奧登達爾斯勒斯和芬特爾斯堡等城鎮一同被併入馬奇哈本地方政府。在南非種族隔離實行時期，黑人曾被趕出維吉尼亞，到梅洛丁（Meloding）居住。

## 經濟
維吉尼亞四周有自由邦省最大的幾個金礦，當地經濟以採礦、黃金提煉和從金礦石中生產硫酸為主。此外，維吉尼亞有地球上最深的採礦管道。附近的商業農場主要種植玉米及飼養牲畜。

## 災害
- 1988年，沙河（英语：Sand River (Free State)）決堤，淹沒了維吉尼亞部分城區。
- 1994年維吉尼亞郊外不遠處發生梅里斯普雷特尾礦壩災（英语：Merriespruit tailings dam disaster），導致17人死亡。[4]